# Piper yanaconasense
Piper yanaconasense är en pepparväxtart som beskrevs av Trel. & Yunck.. Piper yanaconasense ingår i släktet Piper och familjen pepparväxter. Inga underarter finns listade i Catalogue of Life.